# Jeremiah Robinson-Earl

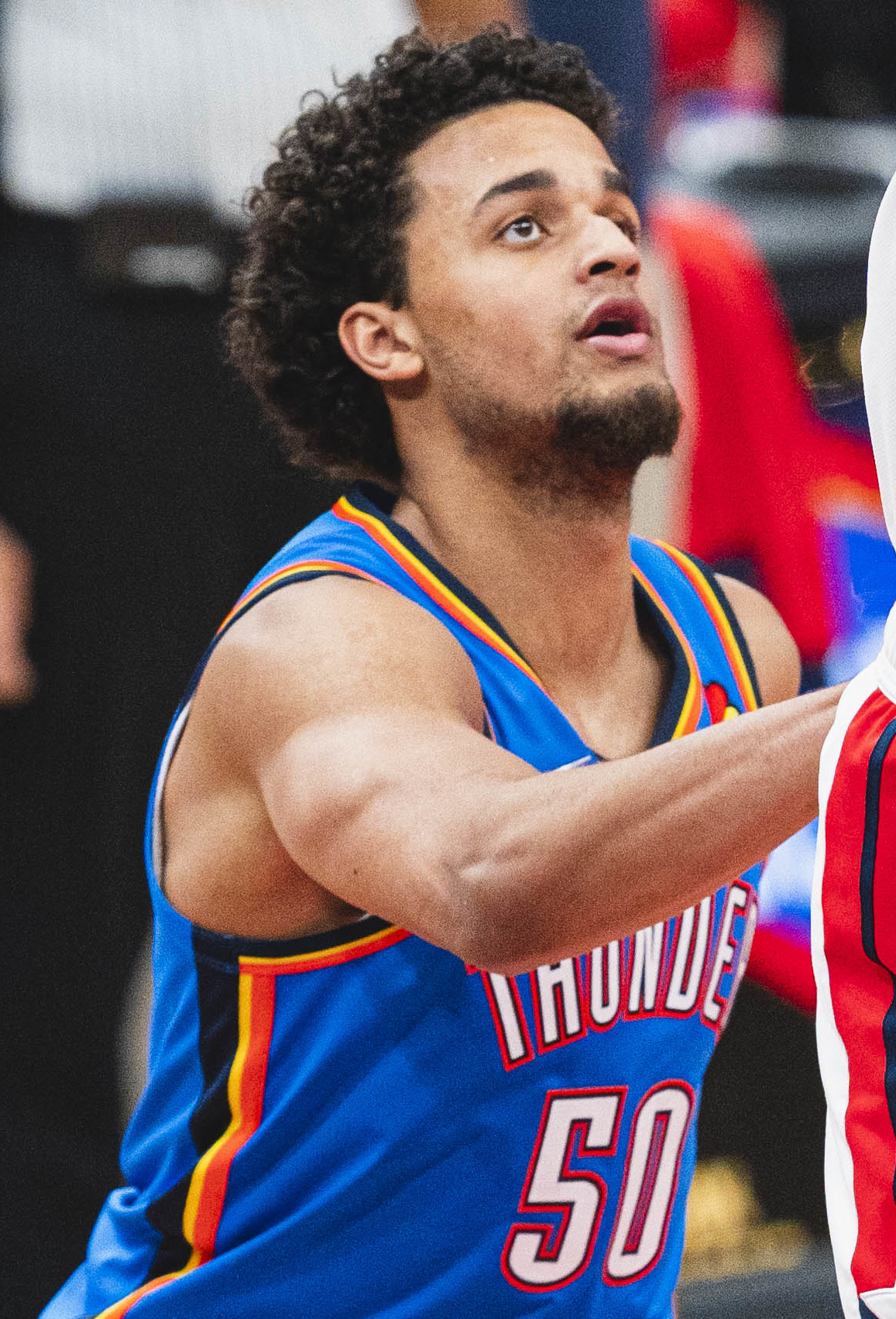
Jeremiah Robinson-Earl, 2022.

Jeremiah Christian Robinson-Earl, född 3 november 2000 i Kansas City i Kansas, är en amerikansk professionell basketspelare (PF/C) som spelar för New Orleans Pelicans i National Basketball Association (NBA). Han har tidigare spelat för Oklahoma City Thunder.
Robinson-Earl draftades av New York Knicks i andra rundan i 2021 års draft som 32:a spelare totalt.
Innan han blev proffs studerade Robinson-Earl vid Villanova University och spelade för deras idrottsförening Villanova Wildcats.